# Inside (videojuego)
Inside es un videojuego desarrollado y publicado por Playdead en 2016 para PlayStation 4, Xbox One y Microsoft Windows. Fue lanzado para IOS en 2017 y para Nintendo Switch en 2018. El jugador controla a un niño en un mundo postapocalíptico, resolviendo puzles y evitando la muerte. Es la continuación del juego realizado por la misma compañía en 2010 Limbo, y se caracteriza por usar las 2.5 D.
Playdead empezó a trabajar en Inside al poco tiempo de lanzar Limbo, usando su propio motor de juegos. El equipo se cambió a Unity para simplificar su desarrollo.
Inside apareció por primera vez en el E3 de 2014. Fue lanzado para Xbox One el 29 de junio de 2016, para Microsoft Windows el 7 de julio del mismo año y para PlayStation 4 el 23 de agosto. Más tarde fue lanzado para iOS el 15 de diciembre de 2017 y el 28 de junio de 2018 para Nintendo Switch.

## Recepción
Inside recibió la aclamación universal, según el recopilador de reseñas de videojuegos Metacritic. Los críticos compararon favorablemente el título como un digno sucesor de Limbo. El juego fue número uno de Polygon e IGN, como los lanzamientos más esperados de 2016. A partir de la vista previa del juego en la E3 2016, IGN Marty Sliva considera el título de ser 'Super Limbo', puliendo y mejorando desde el primer juego de Playdead en el nuevo título de la misma manera que Nintendo había hecho para sus juegos anteriores en llevarlos al Sistema de Entretenimiento Super Nintendo. Kirk Hamilton de Kotaku llamó al juego una evolución de lo que Playdead ha logrado con Limbo. Jaz Rignall de USgamer hizo una vista previa de Inside y escribió que era uno de los mejores juegos de rompecabezas que ha jugado, incluso mejor que su predecesor.

## Argumento
Toda la trama es interpretada por la imaginación del jugador. La historia comienza con un niño dirigiéndose a un lugar que no se precisa pero intentando escapar de personas bajo cargo de una empresa gubernamental privada encargada de experimentar con humanos, o de algún extraño experimento que funciona con niños. A lo largo del camino, el niño debe utilizar prototipos capaz de controlar experimentos humanos fallidos (o eso es lo que se interpreta).
En las pantallas acuáticas existe una especie de criatura muy parecida a una niña que intenta atrapar al niño para ahogarlo bajo el agua, lo que más adelante este ser da al niño la habilidad de poder respirar bajo el agua y que se repela si le das con la luz. Al final solo queda la masa de carne a orillas del mar.